# Irwin Oppenheim
Irwin Oppenheim (* 30. Juni 1929 in Boston, Massachusetts; † 3. Juni 2014 ebenda) war ein US-amerikanischer Physiker und Chemiker, der auf dem Gebiet der statistischen Physik und Thermodynamik arbeitete.

## Leben
Irwin Oppenheim studierte Physik und Chemie an der Harvard University und arbeitete anschließend am California Institute of Technology und an der Yale University bei John G. Kirkwood. Den akademischen Grad PhD erlangte er 1956 mit einer Arbeit zur Anwendung von Wignerfunktionen zur Berechnung von Quantenkorrekturen zu klassischen Verteilungsfunktionen in der statistischen Mechanik.
1961 wurde er Associate Professor und 1965 ordentlicher Professor am Department of Chemistry des MIT. Am MIT arbeitete er bis zu seiner Emeritierung 1996. Sein Hauptarbeitsgebiet war die Berechnung der Gleichgewichts- und Transporteigenschaften von Gasen und von Systemen in der kondensierten Phase.
1958 wurde Oppenheim Fellow der American Physical Society. Seit 1970 war er Mitglied der American Academy of Arts and Sciences. 1998 erhielt er von der American Chemical Society den Joel Henry Hildebrand Award in the Theoretical and Experimental Chemistry of Liquids.
Von 1993 bis 2002 war er Herausgeber der Zeitschrift Physical Review E.